# Mitaka
Mitaka (japonsky 三鷹市) je město v prefektuře Tokio v Japonsku. K roku 2018 měla přes 190 tisíc obyvatel.

## Poloha
Mitaka leží západně od Tokia, jižně od Musašina, východně od Koganei a severně od Čófu.

## Dějiny
Mitaka vznikla jako město 3. listopadu 1950.
Jmenuje se podle ní asteroid 1088 Mitaka, který objevila Národní astronomická observatoř Japonska sídlící právě v Mitace.

### Rodáci
- Júko Cušima (1947 – 2016), spisovatelka
- Satoru Ótomo (* 1957), amatérský astronom
- Hiroki Azuma (* 1971), kulturní kritik
- Satoši Óno (* 1980), herec